# Pineda de Gigüela (kommun)
Pineda de Gigüela är en kommun i Spanien.   Den ligger i provinsen Provincia de Cuenca och regionen Kastilien-La Mancha, i den centrala delen av landet, 110 km öster om huvudstaden Madrid.